# 가케야정
가케야정(掛合町)은 시마네현 내륙부에 있던 정이며 이시군에 속했다. 2004년 11월 1일에 이시군 미토야정, 요시다촌, 오하라군, 가모정 다이토정, 기스키정과 합병해 운난시가 되어 소멸하였다. 현재의 운난시 가케야정에 해당한다. 출신유명인사인 내각총리대신 다케시타 노보루가 있다.

## 역사
- 1889년 4월 1일 - 정촌제 시행과 함께 현재의 정역인 가케야촌이 성립하였다.
- 1951년 8월 1일 - 정으로 승격해 가케야정이 되었다.
- 2004년 11월 1일 - 미토야정, 요시다촌, 오하라군, 가모정 다이토정, 기스키정과 합병해 운난시가 성립하였다. 동일 미토야정은 폐지되었다.

## 교통

### 철도
- 서일본 여객철도 기스키 선

### 도로
- 국도 제54호선